# Hornen
Hornen är en sjö i Karlskrona kommun i Blekinge och ingår i Nättrabyåns huvudavrinningsområde. Sjön är 7,5 meter djup, har en yta på 0,28 kvadratkilometer och är belägen 61,1 meter över havet.

## Delavrinningsområde
Hornen ingår i det delavrinningsområde (624316-147595) som SMHI kallar för Ovan 624234-147844. Medelhöjden är 69 meter över havet och ytan är 38,35 kvadratkilometer. Räknas de 26 avrinningsområdena uppströms in blir den ackumulerade arean 370,77 kvadratkilometer. Avrinningsområdets utflöde Nättrabyån mynnar i havet. Avrinningsområdet består mestadels av skog (67 procent) och jordbruk (17 procent). Avrinningsområdet har 1,64 kvadratkilometer vattenytor vilket ger det en sjöprocent på 4 procent. Bebyggelsen i området täcker en yta av 0,58 kvadratkilometer eller 1 procent av avrinningsområdet.